# نویدورف بای پارندورف
نویدورف بای پارندورف (به آلمانی: Neudorf bei Parndorf) یک منطقهٔ مسکونی در اتریش است که در ناحیه نویزیل آم زی واقع شده‌است. نویدورف بای پارندورف ۶۹۷ نفر جمعیت دارد.